# CKeditor
CKeditor, tidigare FCKeditor, är en fri WYSIWYG texteditor och HTML-redigerare.
Den första versionen lanserades 2003. Efter sex år lanserades den nyare versionen, CKEditor, som ersatte FCKeditor.
Bokstäverna FCK i det ursprungliga namnet FCKeditor står för Frederico Caldeira Knabben, programmets skapare.